# Inga macarenensis
Inga macarenensis är en ärtväxtart som beskrevs av Philipson. Inga macarenensis ingår i släktet Inga och familjen ärtväxter. IUCN kategoriserar arten globalt som sårbar. Inga underarter finns listade i Catalogue of Life.